# Horseshoe Bend (Idaho)
Horseshoe Bend – miasto w Stanach Zjednoczonych, w stanie Idaho, w hrabstwie Boise.